# Phrygionis modesta
Phrygionis modesta är en fjärilsart som beskrevs av W. Warren 1904. Phrygionis modesta ingår i släktet Phrygionis och familjen mätare. Inga underarter finns listade i Catalogue of Life.